# 電力所前臨時乘降場

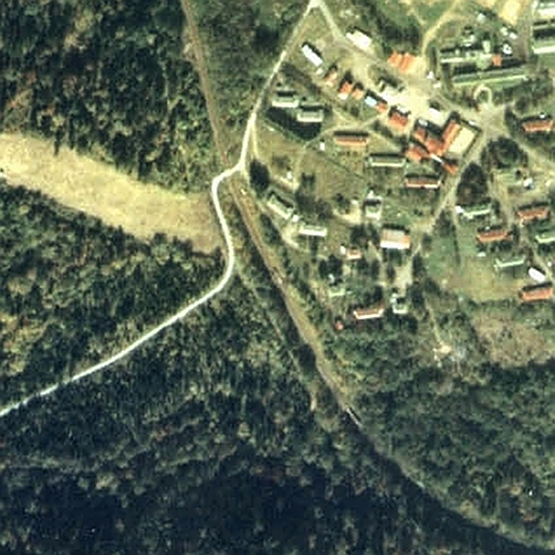
1977年電力所前臨時乘降場與方圓約500米範圍。上方是糠平方向。中央可看見細小月台。右邊設有大型電力公司住宅，在該處設有樓梯連接車站。候車室在樓梯前的樹林中，從相片不能確認。

電力所前臨時乘降場（日语：／ Denryokusho-mae karijōkō-ba */?）是位於北海道河東郡上士幌町字黑石平，日本國有鐵道（國鐵）的士幌線臨時乘降場（廢站）。

## 概要
此站設有1面1線的單式月台。同時為一座無人車站。直至廢線前一直都是臨時乘降場。
在黑石平，設有糠平大壩與糠平發電站相關的住宅。在住宅附近的路軌由於是斜坡，在遠處還有黑石平站。但是，為了方便住宅的使用者，在不干擾列車出發的情況下，向下斜坡方向（帶廣方向）的列車停靠此站。因此，此站只有一個方向（帶廣方向）的列車停靠，糠平方向的所有列車通過此站（乘客需要在黑石平站下車）。但是在全國版的時間表由於省略記載臨時乘降場，因此上下行列車均記載在黑石平站停靠。
在糠平大壩進行開發，電力公司相關員工家屬的主要使用客，於1978年（昭和53年）開始遷移至上士幌町中心，因此周邊變成無人地帶。

## 歷史
- 1963年（昭和38年）11月1日 - 士幌線臨時乘降場 黑石平站至糠平站之間開通。只有上行列車停靠。同時，黑石平站只有下行列車停靠。
- 1987年（昭和62年）3月23日 - 士幌線全線廢除，此站也廢除[1]。

## 臨時乘降場周邊
- 國道273號
- 電源開發糠平發電站
- 十勝巴士（日语：十勝バス）「黑石平」巴士站

## 相鄰車站
日本國有鐵道
士幌線
黑石平－（電力所前臨時乘降場）－（糠平大壩臨時乘降場）－糠平

## 注腳
1. ↑  停車場変遷大事典 国鉄・JR編 Ⅱ JTB 1998年10月發行